# Quebrada de Chañaral Alto
Quebrada de Chañaral Alto är ett periodiskt vattendrag i Chile.   Det ligger i regionen Región de Atacama, i den norra delen av landet, 800 km norr om huvudstaden Santiago de Chile.
Omgivningen kring Quebrada de Chañaral Alto är ofruktbar med liten eller ingen växtlighet och området är mycket glesbefolkat, med 2 invånare per kvadratkilometer.